# Église Saint-Étienne de Longepierre
L'église Saint-Étienne de Longepierre est une église située sur le territoire de la commune de Longepierre, dans le département français de Saône-et-Loire et la région Bourgogne-Franche-Comté.

## Historique
Au milieu du XIXe siècle, l’abside seule se trouvait bien conservée. 
Le clocher, couvert d’ardoises, a été réédifié entre 1834 et 1839. 
Puis d’importants travaux de restauration se déroulèrent entre 1861 et 1864. La voûte, élégante, est construite en anse de panier pour couvrir entièrement la nef.

## Architecture
L'église, qui a peut-être été détruite pendant la guerre de Trente Ans, a conservé son chœur ancien du XVe siècle, voûté d'ogives, dont les supports ont malheureusement été sectionnés pour permettre l'installation de lambris aujourd'hui disparus.
La dernière travée de la nef étaie, par deux piliers massifs en pierre de taille, le clocher.

## Mobilier
Le maître-autel a été taillé dans un marbre rose, ainsi que le dallage et les deux autels latéraux situés en haut de la nef. 
Le chevet de l'église est fermé par un grand retable en marbre de facture classique avec ses quatre colonnes cannelées à chapiteaux ioniques. 
Il subsiste un banc curial à miséricorde d’époque Louis XV.
Le chœur est fermé par une grille de communion en fer forgé, oeuvre du XVIIIe siècle.
La belle chaire à prêcher installée dans la nef date du XIXe siècle.
Dans l'église est visible un tableau du peintre Camille Bouchet réalisé en 1849 : Lapidation de saint Étienne, réinstallé début 2020 après avoir été restauré.
Sous le porche de l'église, adossée au mur extérieur de la nef, une dalle funéraire du XVe siècle, classée au titre des Monuments historiques en 1931, représentant Guyon Barbier et son épouse (ceux-ci ont fait don à l'église d'1/2 journal de terre à charge pour le curé de dire une messe tous les ans et de bénir leur tombe, donation remontant à 1454). Les deux époux sont représentés les mains jointes, lui, figuré avec une aumônière et, elle, avec un chapelet.

## Culte
L'église de Longepierre, sous le vocable de saint Étienne, est un lieu de culte catholique.
Édifice consacré du diocèse d'Autun, elle relève de la paroisse Notre-Dame-de-Bresse-Finage (siège à Pierre-de-Bresse), qui en est affectataire au titre de la loi de 1905.